# Попіль Таїсія Францівна
Таїсія Францівна Попіль (нар. 21 лютого 1943, смт Понінка, тепер Полонського району Хмельницької області — ?) — українська радянська діячка, новатор виробництва, машиніст агрегату Понінківського целюлозно-паперового комбінату Полонського району Хмельницької області. Депутат Верховної Ради УРСР 8-го скликання.

## Біографія
Закінчила середню школу.
З 1963 року — відбиральниця, з 1964 року — машиніст зошитового агрегату Понінківського целюлозно-паперового комбінату Полонського району Хмельницької області. Ударник комуністичної праці. Обиралася профгрупоргом зміни, членом фабрично-заводського комітету профспілки.
Потім — на пенсії у смт Понінці Полонського району Хмельницької області.

## Нагороди
- орден Трудового Червоного Прапора
- медаль «За доблесну працю. На відзнаку 100-річчя від дня народження Володимира Ілліча Леніна»
- медалі